# Zaanse Schans

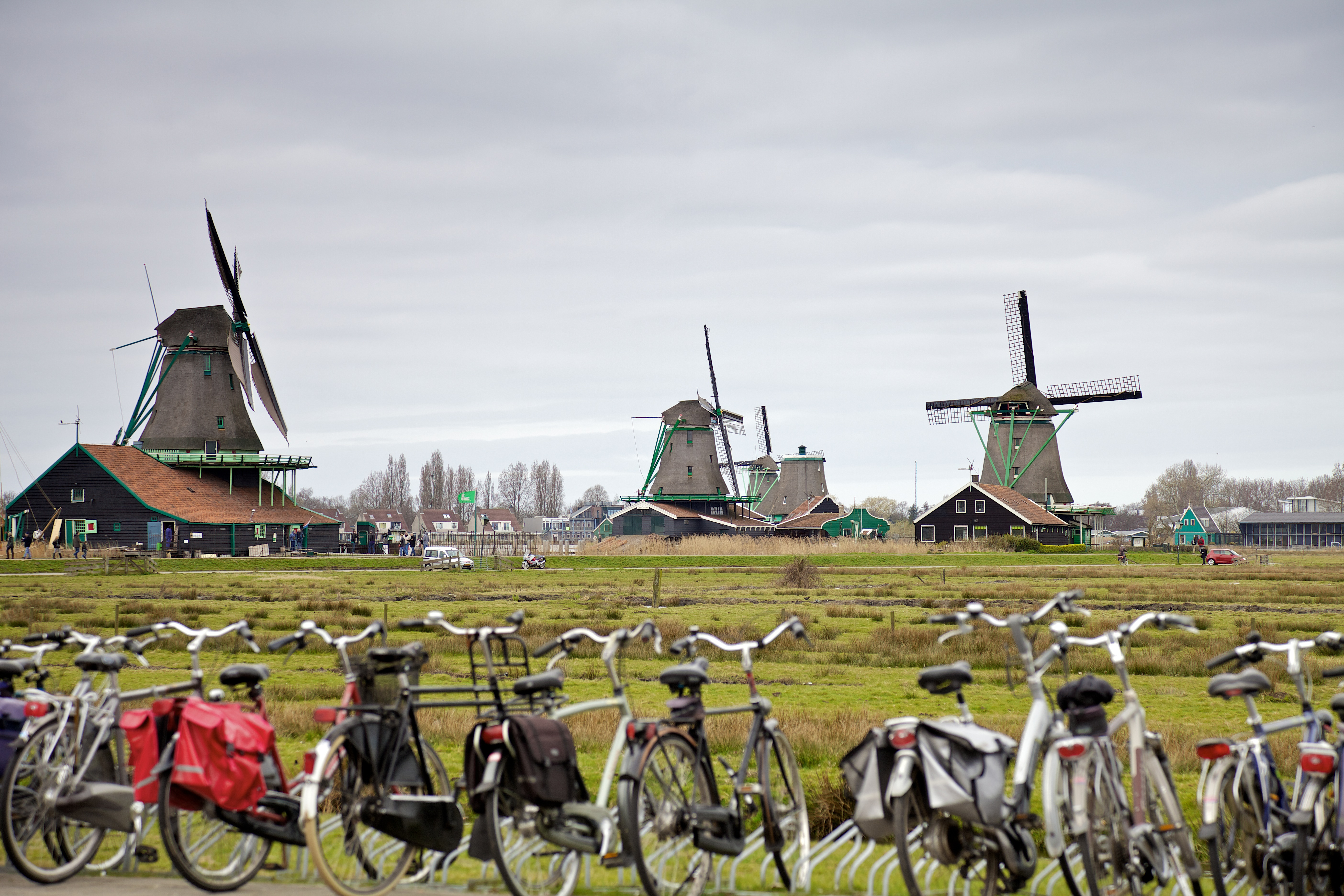
Molinos de Zaanse Schans.

Zaanse Schans es un barrio de Zaandam, cerca a Zaandijk en el municipio de Zaanstad en los Países Bajos, en la provincia del Norte de Holanda. 
Zaanse Schans es un museo al aire libre del pasado preindustrial de Países Bajos y tiene una colección de molinos históricos, la mayoría de más de 200 años que todavía están en uso, así como una buena colección de casas y museos históricos. 
Zaanse Schans es uno de los atractivos turísticos de la zona y de Ámsterdam de la que llegan muchos visitantes, adicionalmente es un punto de especial interés del ERIH, El European Route of Industrial Heritage. 
El conjunto turístico atrae aproximadamente a 900 000 visitantes anuales.

## Lista de Molinos

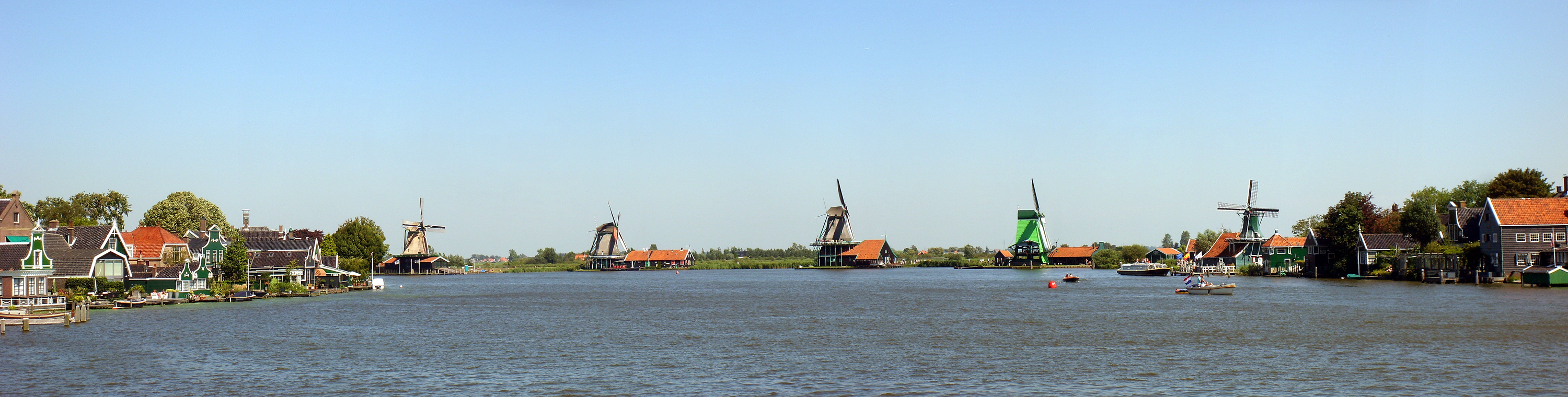
Los nombres de los molinos en la foto son de izquierda a derecha : Het Jonge Schaap ("La oveja joven"), De Zoeker ("tel Buscador"), De Kat ("el gato"), De Gekroonde Poelenburg ("Poelenburg con corona") y De Huisman ("el casero").
Photograph: Niels Kim.

- "The Houseman" – Molino de especias (mostaza) – De Huisman
- "The Crowned Poelenburg" – aserradero– De Gekroonde Poelenburg
- "The Cat" – Molino de pigmentos– De Kat
- "The Young Sheep" – aserradero– – Het Jonge Schaap
- "The Ox" – Molino de aceitero – De Os
- "The Seeker" – Molino de aceitero – De Zoeker
- "The Cloverleaf" – aserradero– Het Klaverblad
- "The Motley Crew" – Molino de aceitero – De Bonte Hen